# Kriegsgräberstätte Sannum

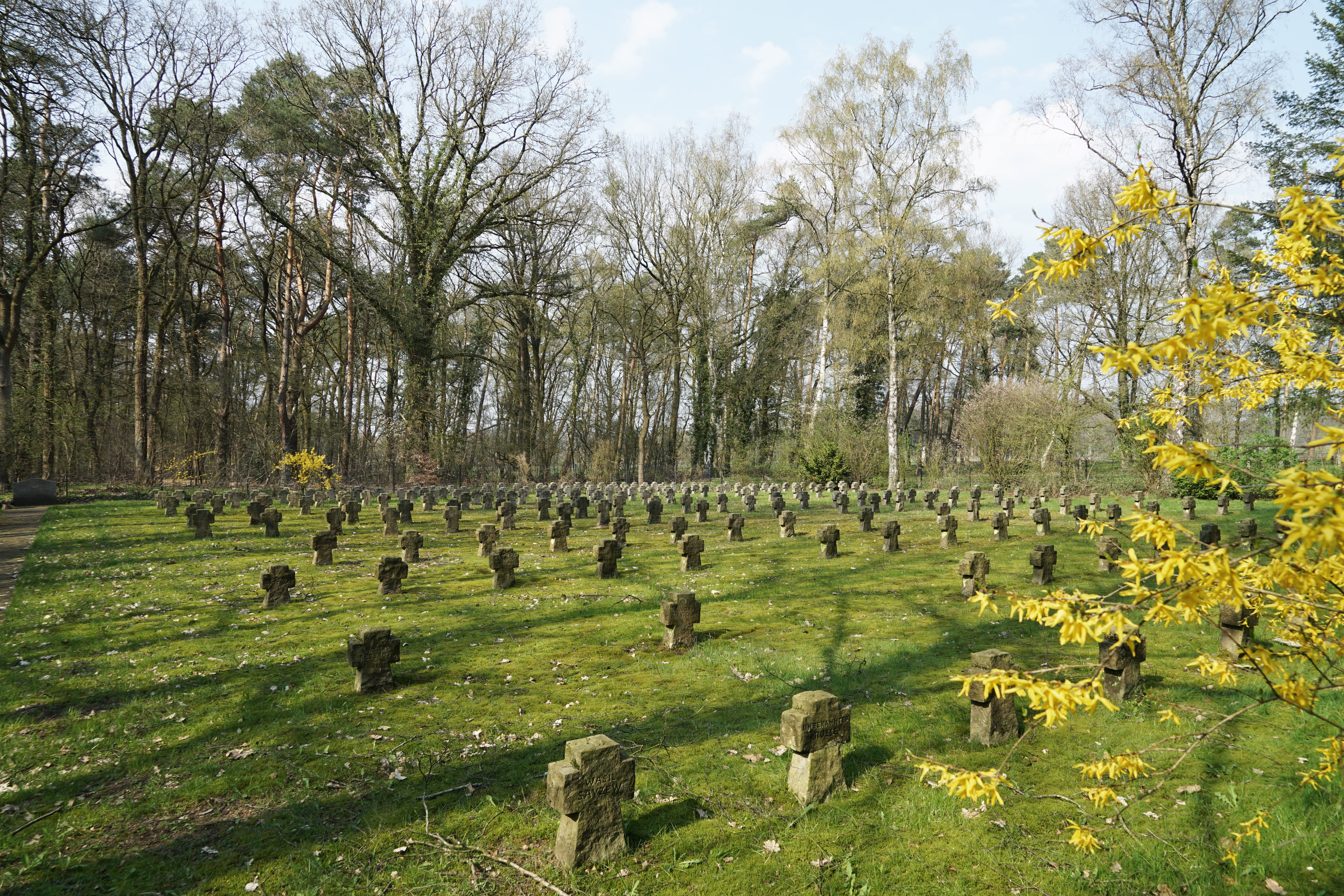
Kriegsgräberstätte Sannum: Gesamtübersicht

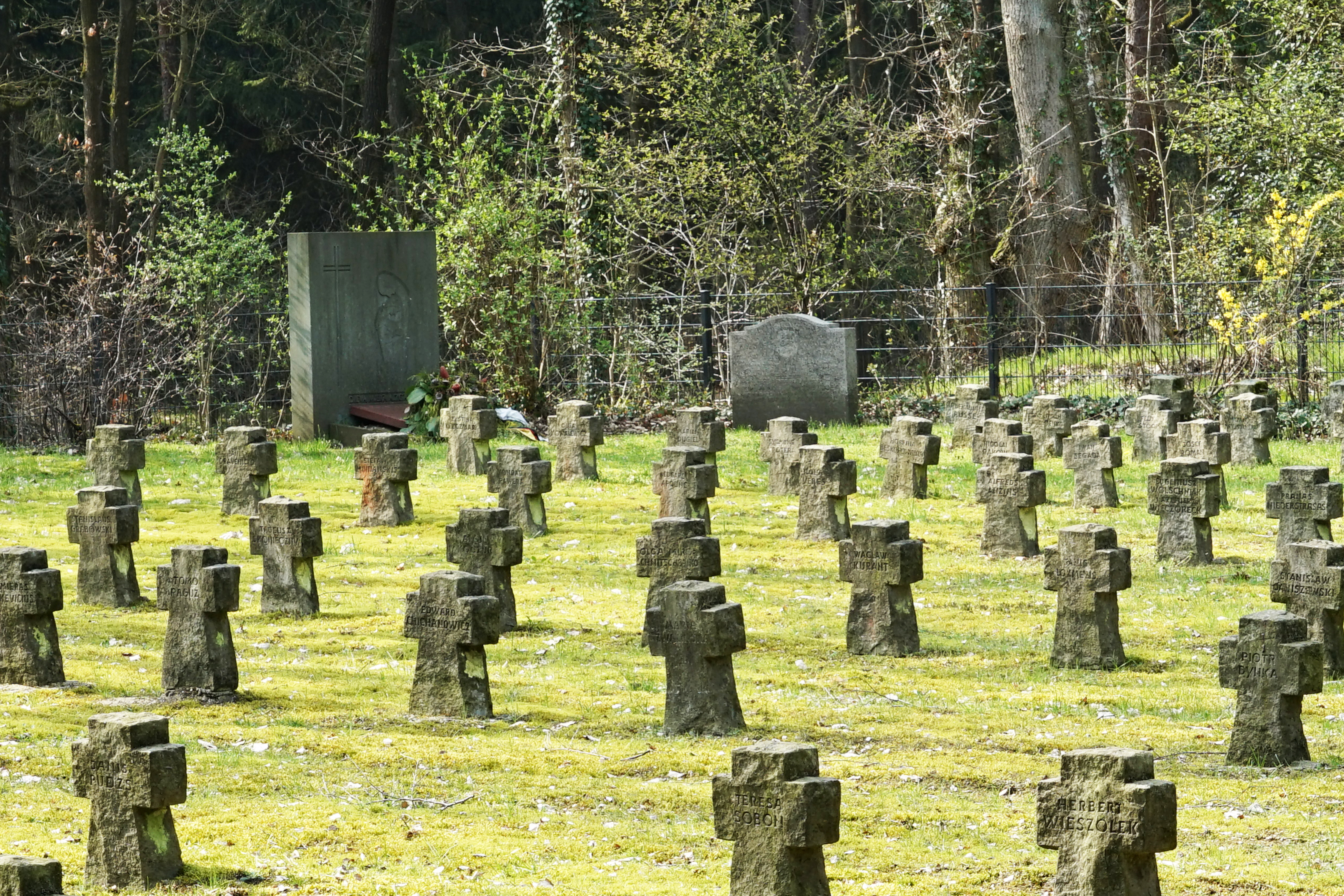
Kriegsgräberstätte Sannum: Gedenksteine

Die Kriegsgräberstätte Sannum ist ein Friedhof für ausländische Zwangsarbeiterinnen und Zwangsarbeiter, die im Zweiten Weltkrieg von Deutschen aus den eroberten sogenannten „Ostgebieten“ nach Deutschland gebracht worden waren. Die Kriegsgräberstätte befindet sich in Huntlosen-Sannum, einem Ortsteil der Gemeinde Großenkneten, die etwa 20 Kilometer südlich von Oldenburg in Niedersachsen liegt. Der Friedhof wurde 1944 angelegt, ursprünglich, um die Verstorbenen aus dem Sonderkrankenhaus Hosüne bei Huntlosen aufzunehmen.
Nach Ende des Krieges wurden die Zwangsarbeiter von den Alliierten aus den Lagern befreit. Viele dieser Displaced Persons waren am Ende ihrer Kräfte oder waren an Diphtherie, Typhus oder Tuberkulose erkrankt. Einige waren staatenlos geworden oder wollten aus politischen Gründen nicht in ihr Heimatland zurückkehren, andere hätten wegen ansteckender Krankheiten an der Grenze zurückgewiesen werden können. Die Entkräfteten und Kranken wurden in das nahe gelegene Krankenhaus gebracht, das eigentlich als Ausweichkrankenhaus für Bremen gedacht war. Für viele Menschen kam die medizinische Hilfe jedoch zu spät.
Außer den 256 Kreuzgräbern befinden sich zwei große Gedenksteine auf dem Friedhof. Der Gedenkstein für die verstorbenen Letten trägt auf der Vorderseite eine Inschrift, die übersetzt so viel wie „Der göttliche Frieden den Verstorbenen“ bedeutet. Auf der Rückseite sind die Namen der zu Tode gekommenen aufgeführt. Der Gedenkstein für die verstorbenen Esten trägt ein Kreuz, an dessen Seiten die Namen der Toten eingemeißelt sind.
Die Kriegsgräberstätte steht seit 1952 unter der Verantwortung der Gemeinde Großenkneten. Schon seit mehreren Jahrzehnten kümmert sich die Reservistenkameradschaft Huntlosen um die Pflege des Areals. 2018 wurde in Sannum eine Geschichts- und Erinnerungstafel aufgestellt, die maßgeblich von Jugendlichen der Graf-von-Zeppelin-Schule in Ahlhorn geschaffen wurde.

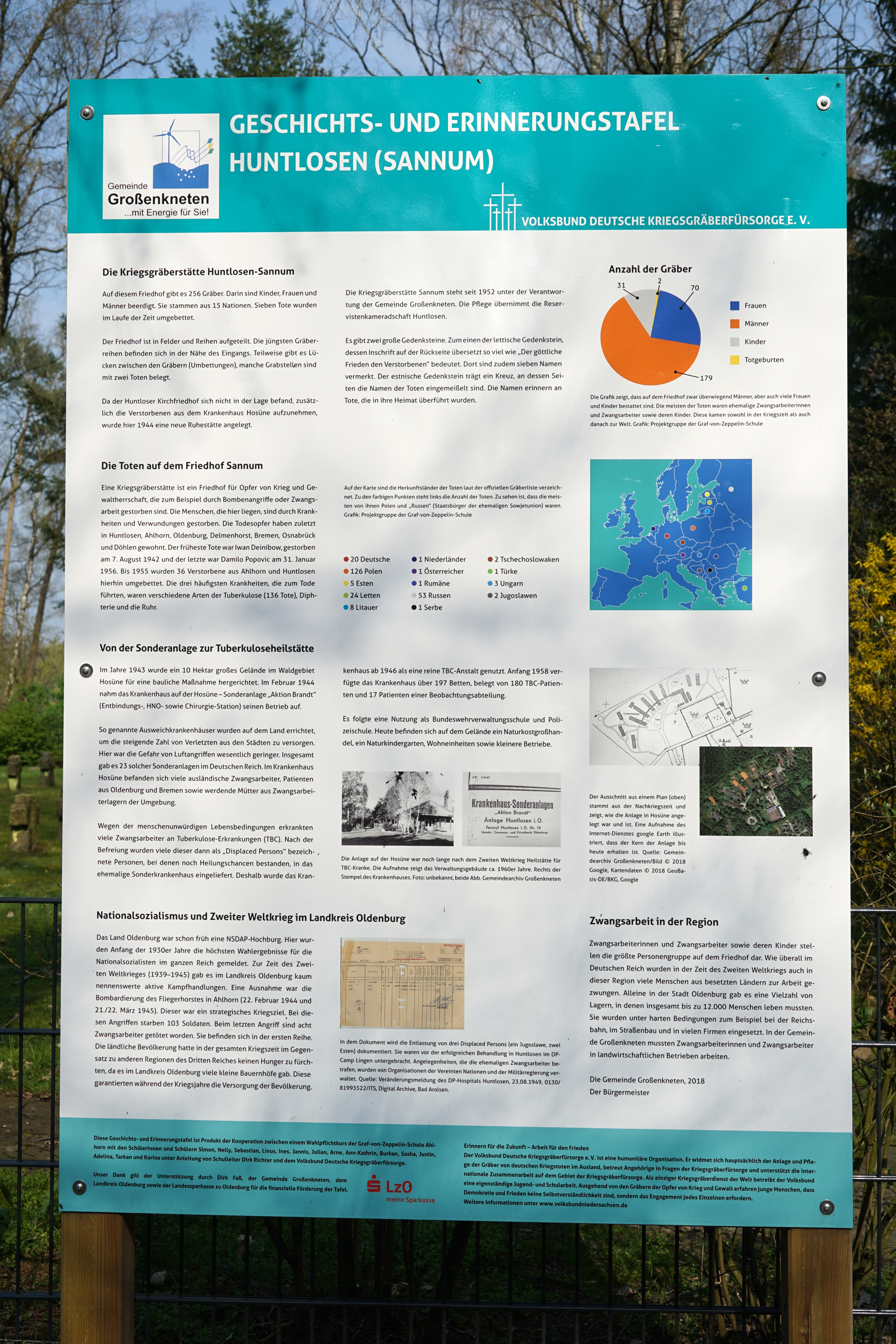
Kriegsgräberstätte Sannum: Erinnerungstafel